# نيك كاتس
نيك كاتس (بالإنجليزية: Nick Katz)‏ هو بروفيسور ورياضياتي أمريكي، ولد في 7 ديسمبر 1943 في بالتيمور في الولايات المتحدة.

## وصلات خارجية
- نيك كاتس على موقع قاعدة بيانات الفيلم (الإنجليزية)